# Réseau bruxellois de documentation en promotion de la santé
Le Réseau bruxellois de documentation en promotion de la santé (RBD Santé) est un réseau de centres de documentation bruxellois spécialisés sur la santé et ses divers aspects.
Le réseau a vu le jour en 2000, sur base d'une collaboration volontaire et l'engagement de chaque centre dans le réseau.
Ce réseau a pour but de partager l'information, les connaissances, les ressources, les outils présents dans chaque centre ; il permet aux documentalistes et bibliothécaires de sortir de l'isolement, de se rencontrer pour mieux se connaître. Des formations et des réunions sont régulièrement organisées.
Le réseau a aussi pour mission de mieux orienter le public vers des centres complémentaires concernant sa demande.
Actuellement le Réseau compte un peu moins d'une vingtaine de membres.